# Ilha de Taketomi

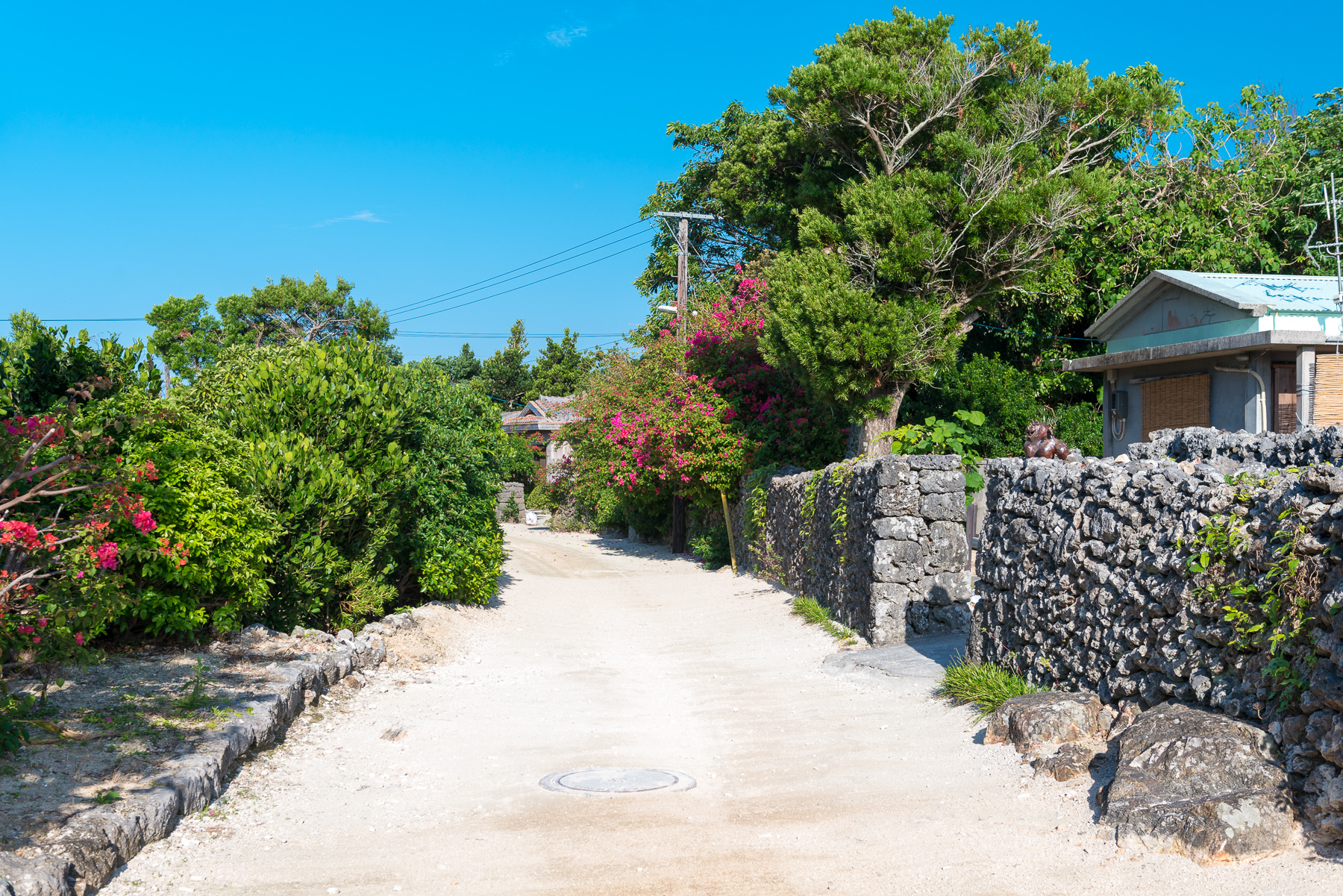

A ilha de Taketomi (竹富島, Taketomi-jima, Yaeyama: Teedun Okinawano: Dakidun) é uma ilha no distrito de Yaeyama, na província de Okinawa, Japão. Taketomi é uma das Ilhas Yaeyama. A população da Ilha de Takeotimi era de 323 em janeiro de 2012.

## Geografia
A ilha de Taketomi localiza-se 4 km ao sul da ilha de Ishigaki. A ilha tem uma vila no centro, também chamada de Taketomi. A ilha cobre 5,42 km² e mede 2,7 km de leste a oeste e 3,4 km de norte a sul. Taketomi é um atol elevado. A ilha tem uma forma circular e é cercada por recifes de corais. A ilha de Taketomi é parte do Parque Nacional Iriomote-Ishigaki, fundado em 1972. 
Taketomi é conhecida por suas casas "tradicionais okinawanas", paredes de pedra e ruas de areia, tornando-a popular entre os turistas. Várias regras existem no local para prevenir  que os aspectos mais desagradáveis da construção moderna arruínem a beleza da ilha, tal como substituir pelas paredes de concreto. As principais atividades turísticas são o passeio pelas praias, mergulho, passeio de carros de bois pela vila e uma simples caminhada ou pedalada pela ilha enquanto se aproveita singularidade da vila e o cenário natural.
Considera-se, em termos acadêmicos, que a paisagem "tradicional" de Taketomi é um produto moderno. Hoje as casas de Taketomi são conhecidas pelos telhados vermelhos que chamam a atenção. No entanto, as pessoas comuns eram proibidas de construir casas com telhas de Ryukyu em Okinawa até a sua abolição. As casas de telhado vermelho apareceram pela primeira vez na ilha em 1905 e permaneceram como um símbolo de riqueza por décadas. Em 1964, as casas tradicionais de palha respondiam por 40% das casas de Taketomi. Os telhados vermelhos espalharam-se ao mesmo tempo em que se fortalecia o movimento de conservação.
A ilha também é famosa por suas belas praias e hoshizuna ou hoshisuna, que significa "areia-de-estrela", que é composta pelos restos da Foraminifera.

## Economia
As principais indústrias de Taketomi são o turismo e a produção de cana-de-açúcar.

## Transporte
A ilha de Taketomi é acessível por uma viagem de dez minutos de barco da Ilha de Ishigaki. Todas as áreas na ilha são alcançáveis a pé. Há também vários lugares para alugar bicicletas na vila.